# معدن طلای زرشوران

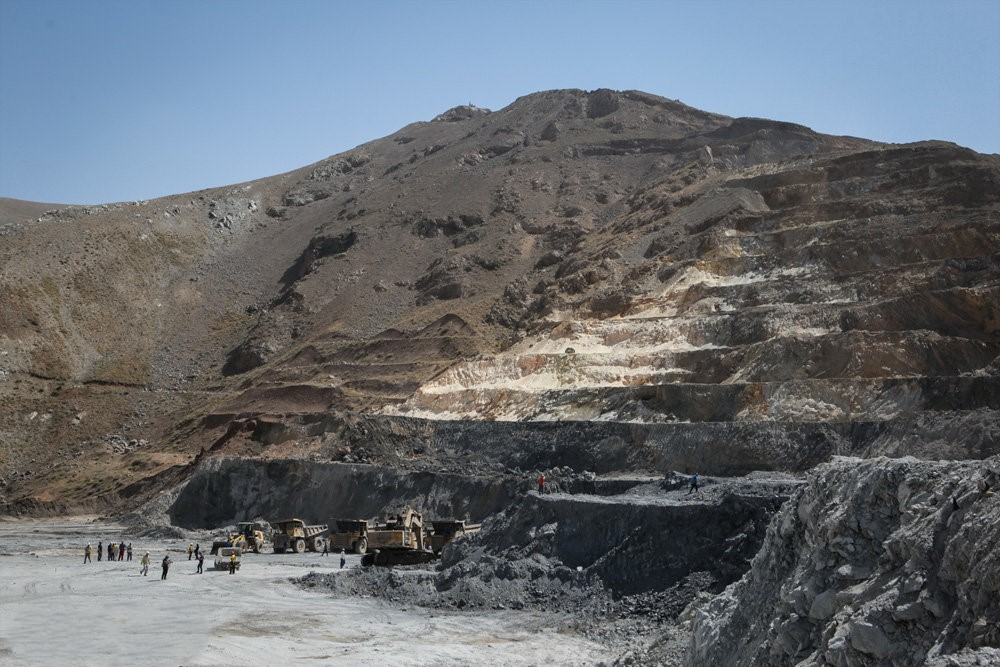

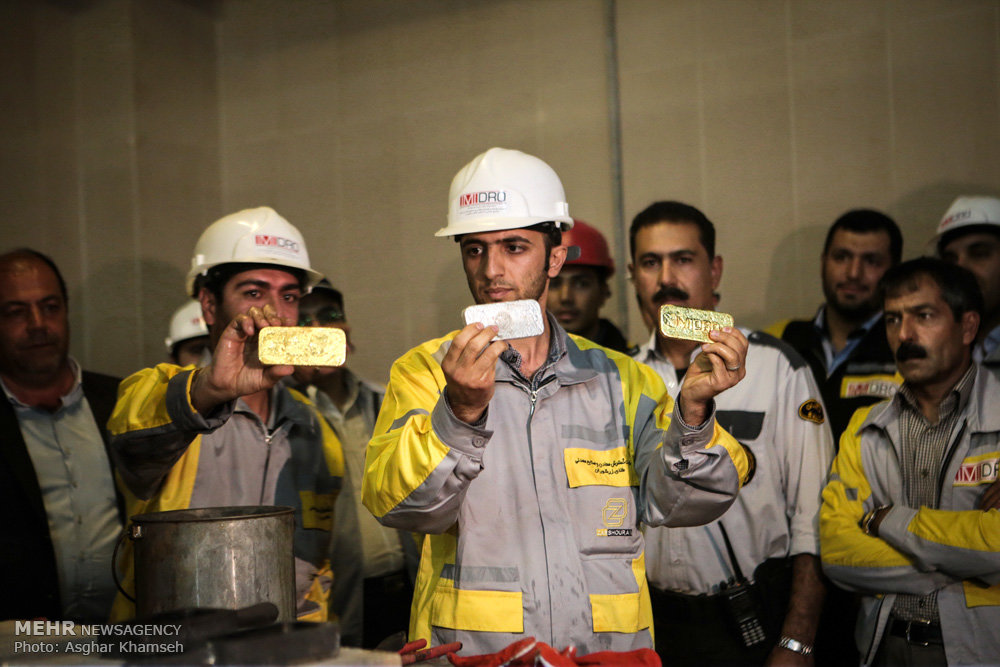

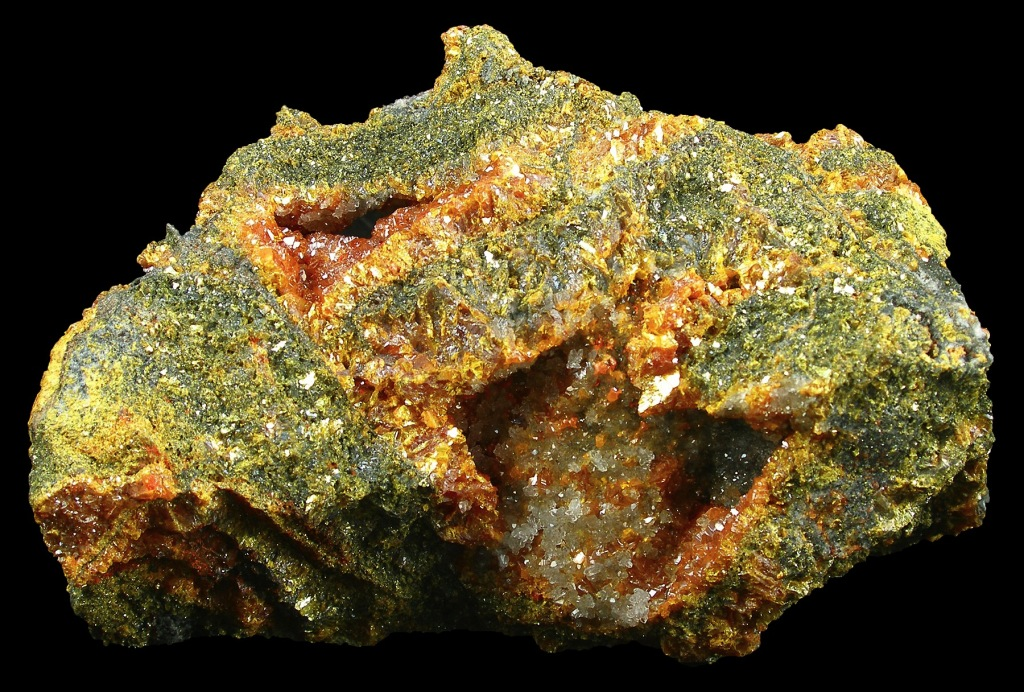
سنگ معدن

معدن طلای زرشوران به عنوان بزرگترین معدن طلای ایران در ۳۵ کیلومتری شهرستان تکاب و ۱۴ کیلومتری مجموعه سازمان میراث فرهنگی و گردشگری تخت سلیمان واقع شده‌است. گواهی کشف معدن طلای زرشوران پس از عملیات اکتشافی گروه‌های داخلی و خارجی به نام سازمان توسعه و نوسازی معادن و صنایع معدنی ایران صادر شده‌است.معدن طلای تکاب جز قدیمی ترین معادن ایران است 
واحد فرآوری و بهره برداری طلا با ظرفیت سالانه ده تن شمش طلا در منطقه زرشوران تکاب در سال ۹۳ آغاز شده‌است اما تا کنون ۲۵ درصد این میزان نیز محقق نشده‌است. بر اساس مطالعات نهایی ذخیره قطعی معدن طلای زرشوران تکاب چهار میلیون تن کانسنگ طلا با عیار 5.8 ppm (گرم در تن) برآورد شده‌است. ذخیره احتمالی این معدن ۱۰۰ میلیون تن با عیار متوسط 5 ppm است.